# Elisabetta Viviani
Elisabetta Viviani (Milano, 4 ottobre 1953) è un'attrice, cantante e conduttrice televisiva italiana.

## Biografia

### Carriera
La carriera di Elisabetta comincia nel 1962 da bambina, interpretando piccole parti nei Caroselli della Rai e, dall'età di sette anni, frequenta la scuola di danza classica milanese di Luciana Novaro.
Da adolescente impara a suonare la chitarra e dopo il liceo si iscrive all'Accademia dei filodrammatici di Milano.
Nel 1974 inizia la sua carriera teatrale con I Diari di Pier Benedetto Bertoli al Teatro dei Filodrammatici di Milano. Seguirà Lo spirito del bosco di Fantasio Piccoli e Il giorno in cui sequestrarono il Papa, dove recita da protagonista insieme a Ernesto Calindri, Lia Zoppelli e Claudio Beccari al Teatro San Babila di Milano.
Nello stesso anno viene chiamata dal regista Vito Molinari per interpretare il ruolo di protagonista nell'adattamento televisivo Rai del musical No, no, Nanette, al fianco di Claudio Lippi.
In seguito prende parte a molte trasmissioni televisive: Alle nove della sera, un programma in dieci puntate di Maurizio Costanzo e Marco Danè, con la conduzione di Gianni Morandi, per la regia di Francesco Dama, Macario uno e due, varietà con Macario, per la regia di Vito Molinari, e Macario più.
In quel periodo comincia a prestare la sua immagine ad alcuni fortunati Caroselli televisivi fra cui quelli di Sole Bianco (per il quale incide il brano Susanna verso il sole) e Invernizzi.
Prosegue la sua carriera televisiva con Ma che scherziamo?, varietà con Gianni Agus e Raffaele Pisu su testi di Marcello Marchesi, trasmesso dalla Rete 2; poi con Valentina, una ragazza che ha fretta, film per la TV del sabato sera di Rete 1.
Il 1978 è l'anno del successo di Heidi, 45 giri che vende ben un milione e mezzo di copie. La canzone, realizzata con i testi di Franco Migliacci, musica di Christian Bruhn e coro delle Baba Yaga, fu la sigla italiana del celebre cartone animato giapponese Heidi, uno dei primi, per la regia di Isao Takahata, ad essere trasmessi in Rai.
L'anno successivo, il 1979, Elisabetta interpreta La banda dei cinque, sigla dell'omonimo telefilm poliziesco per ragazzi e, nello stesso 45 giri, Tarzan Tarzan. Successivamente incide Canzone logica, la cover italiana di The Logical Song dei Supertramp, con arrangiamenti di Roberto Colombo, sigla del programma televisivo Il protagonista, cui retro del 45 giri è il brano Miele.
Il produttore cinematografico Mario Cecchi Gori nel 1981 le propone una parte nel film di successo Asso, in cui interpreta Carolina, con Adriano Celentano ed Edwige Fenech.
Nel 1982 Elisabetta si presenta, per l'unica volta, al Festival di Sanremo col brano C'è, scritto da Balducci, arrivando in finale in sesta posizione. Nello stesso anno incide Canzone contro, sigla finale del programma di Rete 4 Topolino show, e Febbre della notte, sigla della trasmissione radiofonica di Radio 2 Quando dico che ti amo.
La carriera di attrice prosegue con Mademoiselle Nitouche, e continua a lavorare in televisione come conduttrice di Buonasera con..., al fianco di Enrico Maria Salerno.
Nel 1989 recita nella soap opera Passioni, cento puntate in onda su Rai Uno in cui è anche interprete della sigla di testa Sarà bellissima incisa per la RCA.
Nel 1990 inizia la sua collaborazione con la Fininvest. Per Canale 5 partecipa allo show Evviva l'allegria e sempre sulla stessa rete, è ospite in due edizioni del programma contenitore domenicale Buona Domenica. Come conduttrice per Rete 4 conduce Tenera è la notte, programma che presenta i film della rete, e Buongiorno amica, varietà della domenica con orchestre e ospiti.
Tra il 1992 ed il 1997 partecipa a tre edizioni dello speciale Simpaticissima, è ospite anche del varietà La sai l'ultima?, condotto da Pippo Franco, come testimonial dello sponsor Tenderly. È ancora su Rete 4 con lo speciale di fine anno 4 salti nel 1992, in cui interpreta un duetto inciso con Giorgio Mastrota; sempre su Rete 4 conduce Telesveglia, programma del mattino di news e curiosità. Nel 1993, conduce È domenica, sempre su Rete 4.
Su Telemontecarlo ha proposto un video catalogo di prodotti per la casa.
Nel 1995 incide un CD intitolato Semplicemente canzoni, prodotto da Oscar Morelli. In questo album Elisabetta interpreta un genere di canzoni più maturo, concedendosi anche a testi impegnati.
Nell'autunno del 1996 partecipa a numerose trasmissioni Mediaset come ospite o testimonial di prodotti pubblicizzati: Mai dire Gol, Buona Domenica, Simpaticissima, Canzoni sotto l'albero.
Nel 1997 conduce al fianco di Cino Tortorella la trasmissione Peter Pan, dalla parte dei ragazzi sull'emittente Telenova.
Nel 1999 è attrice nella fiction In crociera, in onda su Rete 4, interamente girata a Cuba.
Nel 2000 si classifica seconda nella gara di revival delle sigle televisive Macchemù, in onda su Italia 1, presentato da Paola Barale.
Nel 2000 inizia una lunga collaborazione artistica con l'autore-arrangiatore Gerardo Tarallo, con cui realizza sette album: Un tuffo nel Mar Disney, con le più belle canzoni Disney, nel 2002 incide l'album Un film una canzone, con brani tratti dalle più note colonne sonore, nel 2004 realizza Le favole si possono cambiare, nel 2008 incide Panta rei, in cui è contenuta la canzone I sogni dei bambini, prima accettata e poi eliminata dal Festival di Sanremo. A Natale 2012 viene pubblicato il cofanetto con doppio CD Magico Natale, con brani classici e inediti sul Natale e canzoni Walt Disney. Nel 2013 incide l'album Favolando, con 12 canzoni inedite liberamente tratte dalle più note favole di tutti i tempi.
Nel 2015 Elisabetta Viviani, in veste di attrice, col cantante e compositore Dario Baldan Bembo e l'attore-scrittore Franco Romeo ha messo in scena un recital sulla vita di papa Francesco, con le musiche dello stesso Baldan Bembo e con il testo di Adriano Bonfanti e Gigi Reggi, dal titolo Il primo a chiamarsi Francesco.
Nel 2017 pubblica l'album Le donne della mia età, che contiene dieci brani inediti composti e prodotti da Claudio Damiani.
A fine novembre 2020 esce il CD compilation Il Mondo di Domani di Riccardo Lasero & friends, prodotto da Riccardo Lasero, realizzato a scopo benefico con l'intenzione di devolvere l'intero ricavato alla Protezione civile italiana come contributo alla lotta contro il Covid-19, contenente la canzone inedita Ma che tombola, sigla del gioco-spettacolo Tombola Musicale, scritta, composta ed arrangiata da Riccardo Lasero ed interpretata da Elisabetta Viviani e Franco Romeo. Dal 2018 collabora con il cantautore Claudio Damiani con il quale incide quattro CD: Le donne della mia età, Ninna nanna di Natale, Un Natale coi fiocchi e nel 2022 Sembrava un gioco.

### Altre attività
Da molti anni presenta e conduce la manifestazione musicale Bimbofestival, nata nel 1987, che si tiene a Milano in un'unica serata e alla quale partecipano bambini che vanno da un'età compresa dai 5 ai 12 anni. Svolge una intensa attività di serate come cantante-conduttrice. Elisabetta Viviani è anche pittrice.

## Vita privata
Il 1º settembre 1977, Elisabetta diventa madre della sua unica figlia Nicole, avuta da Gianni Rivera. Nel febbraio 2007 diventa soccorritrice volontaria in ambulanza per la Croce Bianca Milano Centro e si certifica nell'ottobre 2008 al 118. L'attività continuerà per 10 anni fino al Natale 2018.

## Discografia

### Album in studio
- 1995 – Semplicemente canzoni
- 2000 – Un tuffo nel mar Disney
- 2002 – Un film...una canzone
- 2004 – Le favole si possono cambiare
- 2006 – Un Natale di neve
- 2008 – Panta rei (tutto scorre)
- 2012 – Magico Natale
- 2013 – Favolando
- 2013 – Un Natale da favola
- 2015 – Il Natale dei bambini
- 2017 – Elisabetta Viviani per Donne in Quota
- 2017 – Le donne della mia età
- 2022 – Disney songs
- 2022 – Sembrava un gioco
- 2022 – Tra le luci di Natale

### Singoli
- 1968 – Lontano/L'incontrerò (MPM Record, 018 - inciso con lo pseudonimo GUYA)
- 1974 – No, no, Nanette/Col cuore di un bambino (Clou Disque, 500 0020)
- 1975 – Un amore da niente/Caro mio (Radio Records, 500 2069)
- 1977 – Susanna verso il sole/Gingando (RCA Italiana, TPBO-1190)
- 1978 – Heidi/Daniel e Bebel (RCA Original Cast, BB 6151)
- 1979 – La banda dei cinque/Tarzan Tarzan (RCA Original Cast, BB 6309)
- 1979 – Canzone logica/Miele (RCA Italiana, PB 6401)
- 1982 – C'è/Un 48 (CGD, 10363)
- 1982 – Canzone contro/Febbre della notte (CGD, 10430)
- 1983 – Donna di cera/Sera d'autunno (CGD, 10509)
- 1983 – Heidi/Daniel e Bebel (RCA, BB 6685)
- 1985 – Topolino e il robot/La luna (Cultura & Musica, PN 0121)
- 1989 – Sarà bellissima/Quando vedo te (Cultura & Musica, PN 0146) - con Franco Micalizzi
- 1990 – Sogni/Nuvola per amore (Forever Records, FOR NP 1001)

### Sigle inedite
- 1993 – È domenica
- 1993 – Il villaggio fantasia
- 1993 – Magico luna park
- 1993 – Viva la gente del circo

## Filmografia

### Cinema
- Asso, regia di Castellano e Pipolo (1981)
- Sexy shop, regia di Maria Erica Pacileo e Fernando Maraghini (2014)

### Televisione
- La donna serpente – film TV (1976)
- Il mostro turchino – film TV (1976)
- Valentina, una ragazza che ha fretta, regia di Vito Molinari – miniserie TV (1977)
- Passioni – soap opera (1989)
- In crociera – serie TV (1999)

## Prosa televisiva
- No, No, Nanette (Primo Canale, 1974)
- La pulce nell'orecchio di Georges Feydeau, regia di Vito Molinari (Rai 1, 1983)
- La moglie ingenua e il marito malato di Achille Campanile (Rai 1, 1985)

## Programmi televisivi
- Alle nove della sera (Secondo Programma, 1975)
- Macario uno e due  (Secondo Programma, 1975)
- Ma che scherziamo? (Rete 2, 1976)
- Macario più (Rete 1, 1978)
- Buonasera con...Enrico Maria Salerno (Rete 2, 1981)
- Evviva l'allegria (Canale 5, 1991)
- Tenera è la notte (Rete 4, 1991)
- Buongiorno amica (Rete 4, 1991)
- Quattro salti nel 92 (Rete 4, 1991)
- Simpaticissima (Canale 5, 1992, 1994; Rete 4, 1995-1997)
- Telesveglia (Rete 4, 1992)
- È domenica (Rete 4, 1993)
- Peter Pan, dalla parte dei ragazzi (Telenova, 1997)

## Teatro
- Lo spirito del bosco (1974)
- Il giorno in cui sequestrarono il Papa (1974)
- I diari (1975)
- Mademoiselle Nitouche (1981)
- Il primo a chiamarsi Francesco (2015)

## Doppiaggio
- Il villaggio di Hello Kitty (2005) – voce narrante